# Rourea gardneriana
Rourea gardneriana là một loài thực vật có hoa trong họ Connaraceae. Loài này được Jules Émile Planchon miêu tả khoa học đầu tiên năm 1850.
Tên gọi gardneriana là để vinh danh George Gardner (1812-1849), nhà thực vật kiêm nhà thám hiểm người Scotland, đã thu thập nhiều mẫu vật thực vật ở miền bắc Brasil giai đoạn 1836-1841, sau đó là người quản lý Vườn thực vật Hoàng gia tại Peradeniya (Sri Lanka). Mẫu vật định danh thu tại bang Pernambuco, số 963 trong phòng mẫu cây của William Jackson Hooker (1785-1865).

## Phân bố
Loài này có tại đông bắc và đông nam Brasil.